# Махасундарі Деві
Махасундарі Деві (*महासुंदरी देवी, 15 квітня 1922 —4 липня 2013) — сучасна індійська художниця. Мала прізвисько «Мати мадхубані».

## Життєпис
Народилася у с. Чатра неподалік м. Мадхубані (поряд з Патною, штат Біхар, Індія). Здобула лише початкову освіту. З дитинства захопилася народним мистецтвом мадхубані. Перші уроки брала у своєї тітки. Поступово вона виробила власний стиль, цілковито присвятивши своє життя живопису. Вона першою перенесла малюнки мадхубані зі стіни та папір.
У 1961 році разом з іншими майстринями Ганга Деві та Сіта Деві заснувала жіночу мистецькі організацію, яка підтримувала зростання і розвиток ремесла і художників. Разом із тим усі життя прожила у с. Ратні (штат Біхар). Разом з тим багато подорожувала Індією, демонструючи своє мистецтво на регіональних й національних художніх виставках. У 1967 році здобула першу премію на регіональній виставці — Бхартія Ніртя Кала Мандір. У 1970 році отримала державну премію від прем'єр-міністра Індіри Ганді. У 1970-1980-х роках мала виставки в рамках популяризації народного мистецтва в Індії брала участь у виставках у Німеччині, Франції, Швейцарії, США, Японії.
У 1982 році отримала нагороду Президента Індії від Нілама Саджива Редді. У 1995 році штат Мадх'я-Прадеш присудив нагороду Тулсі Самман. У 2011 році за видатні заслуги в галузі мистецтва стала лауреатом державної нагороди Падма Шрі. Померла 4 липня 2013 року у с. Ранті.